# Campeonato Europeu de Ginástica Artística de 2021

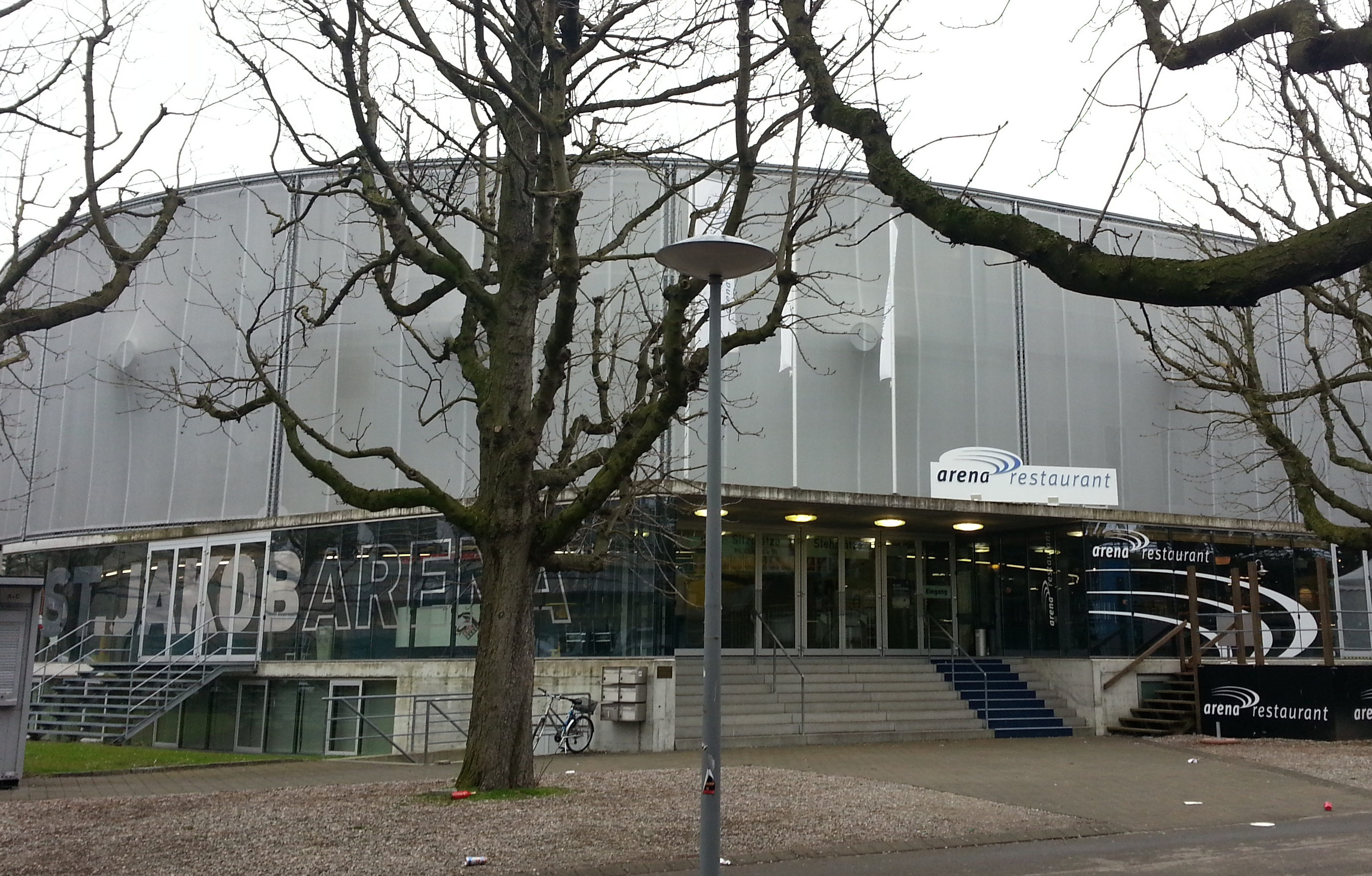
Arena St. Jakobshalle, onde ocorreu o evento

O 9º Campeonato Europeu de Ginástica Artística foi realizado de 21 a 25 de abril de 2021 em St. Jakobshalle em Basileia, Suíça. O Campeonato Europeu de 2021 foi um evento de qualificação olímpica, com duas vagas individuais disponíveis para ambas as disciplinas. A Rússia ganhou uma vaga de cota não nominativa em ambas as disciplinas, enquanto o turco Adem Asil e a romena Larisa Iordache qualificaram vagas nominativas para si mesmos na ginástica artística masculina e feminina, respectivamente.

## Programação
Todos os horários estão no Horário da Europa Central (UTC+02:00).
Quarta-Feira, 21 De Abril De 2021
- 10:30 – 20:30 Provas de Qualificação Feminina

Quinta-Feira, 22 De Abril De 2021
- 10:00 - 19:40 Provas de Qualificação Masculina

Sexta-Feira, 23 De Abril De 2021
- 13:30 - 15:30 Final da Individual Geral Feminina
- 17:15 - 20:00 Final da individual Geral Masculina

Sábado, 24 De Abril De 2021
- 13:30 - 16:10 Finais dos Aparelhos Dia 1

Domingo, 25 De Abril De 2015
- 13:00 - 15:40 Finais dos Aparelhos Dia 2

## Medalhistas
| Evento           | Ouro                            | Prata                  | Bronze                                 |
| Masculino        |                                 |                        |                                        |
| Individual geral | RUS Nikita Nagornyy             | RUS David Belyavskiy   | UKR Illia Kovtun                       |
| Solo             | RUS Nikita Nagornyy             | SUI Benjamin Gischard  | ITA Nicola Bartolini                   |
| Cavalo com alças | ARM Artur Davtyan               | RUS Nikita Nagornyy    | GBR Joe Fraser                         |
| Argolas          | GRE Eleftherios Petrounias      | RUS Nikita Nagornyy    | ITA Salvatore Maresca                  |
| Salto            | UKR Igor Radivilov              | ISR Andrey Medvedev    | GBR Giarnni Regini-Moran               |
| Barras paralelas | TUR Ferhat Arıcan               | RUS David Belyavskiy   | SUI Christian Baumann GER Lukas Dauser |
| Barra Fixa       | RUS David Belyavskiy            | GER Andreas Toba       | TUR Adem Asil                          |
| Feminino         |                                 |                        |                                        |
| Individual geral | RUS Viktoria Listunova          | RUS Angelina Melnikova | GBR Jessica Gadirova                   |
| Salto            | SUI Giulia Steingruber          | GBR Jessica Gadirova   | RUS Angelina Melnikova                 |
| Barras paralelas | RUS Angelina Melnikova          | RUS Vladislava Urazova | GBR Amelie Morgan                      |
| Trave            | FRA Melanie de Jesus dos Santos | NED Sanne Wevers       | UKR Anastasiia Bachynska               |
| Solo             | GBR Jessica Gadirova            | RUS Angelina Melnikova | ITA Vanessa Ferrari                    |

## Quadro de medalhas
| Ordem | País          | Medalha de ouro | Medalha de prata | Medalha de bronze |    |
| ----- | ------------- | --------------- | ---------------- | ----------------- | -- |
| 1     | Rússia        | 5               | 7                | 1                 | 13 |
| 2     | Grã-Bretanha  | 1               | 1                | 4                 | 6  |
| 3     | Suíça         | 1               | 1                | 1                 | 3  |
| 4     | Ucrânia       | 1               |                  | 2                 | 3  |
| 5     | Turquia       | 1               |                  | 1                 | 2  |
| 6     | Arménia       | 1               |                  |                   | 1  |
| 6     | França        | 1               |                  |                   | 1  |
| 6     | Grécia        | 1               |                  |                   | 1  |
| 9     | Alemanha      |                 | 1                | 1                 | 2  |
| 10    | Israel        |                 | 1                |                   | 1  |
| 10    | Países Baixos |                 | 1                |                   | 1  |
| 12    | Itália        |                 |                  | 3                 | 3  |